# Doubravička
Doubravička (en allemand : Klein Doubrawitz) est une commune du district de Mladá Boleslav, dans la région de Bohême-Centrale, en République tchèque. Sa population s'élevait à 157 habitants en 2020.

## Géographie
Doubravička se trouve à 9 km à l'ouest-sud-ouest de Mladá Boleslav et à 42,5 km au nord-est du centre de Prague.
La commune est limitée par Kovanec au nord, par Niměřice au nord et à l'est, par Sovínky au sud, et par Velké Všelisy, Boreč et Skalsko à l'ouest.

## Histoire
La première mention écrite de la localité date de 1324.

## Transports
Par la route, Doubravička se trouve à 23 km de Mladá Boleslav et à 58 km du centre de Prague.